# Neoeutrypanus
Neoeutrypanus es un género de escarabajos longicornios de la tribu Acanthocinini.

## Especies
- Neoeutrypanus decorus (Bates, 1881)
- Neoeutrypanus dentatus Botero & Monné, 2015
- Neoeutrypanus generosus (Monné & Martins, 1976)
- Neoeutrypanus glaucus (Melzer, 1931)
- Neoeutrypanus incertus (Bates, 1864)
- Neoeutrypanus inustus (Monné & Martins, 1976)
- Neoeutrypanus maculatus Monné, 1985
- Neoeutrypanus maya Monné & Botero, 2017
- Neoeutrypanus mutilatus (Germar, 1824)
- Neoeutrypanus nitidus (White, 1855)
- Neoeutrypanus nobilis (Bates, 1864)
- Neoeutrypanus sobrinus (Melzer, 1935)